# Peter Pan

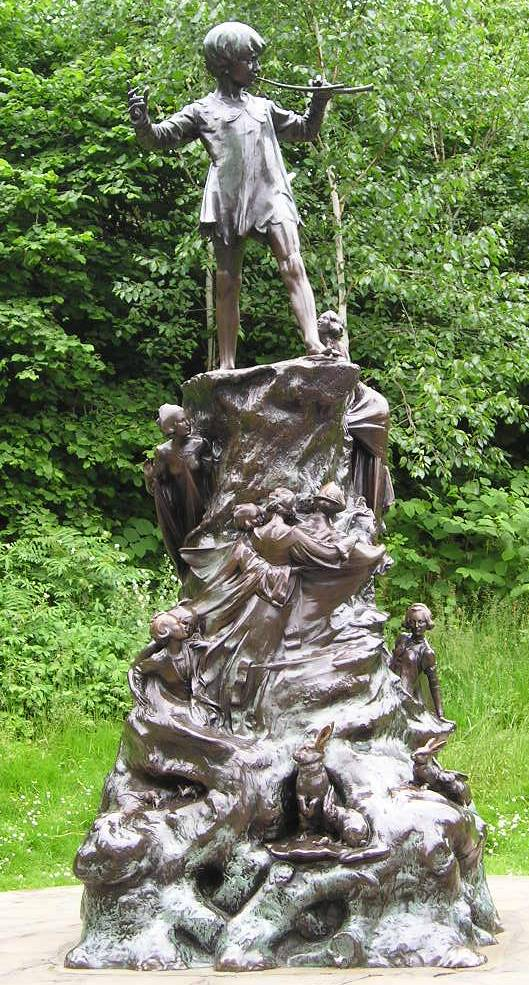
Peter-Pan-Statue in Kensington Gardens, London

Peter Pan ist die Hauptfigur einiger Kindergeschichten des schottischen Schriftstellers J. M. Barrie (1860 bis 1937). Er zeichnet sich dadurch aus, dass er als einziges aller Kinder niemals erwachsen wird, sondern immer ein Junge bleibt. Er lebt auf der fiktiven Insel Nimmerland (engl. Neverland, manchmal auch als „Niemandsland“ oder „Niemalsland“ übersetzt) und ist dort Anführer der „Verlorenen Jungs“ (englisch The Lost Boys), einer zusammengewürfelten Gruppe heimatloser Jungen. Sein Gegenspieler ist der Anführer der Piraten, Captain Hook.
Peter Pan trat zum ersten Mal 1902 in dem ursprünglich für Erwachsene geschriebenen Buch „Kleiner weißer Vogel“  (engl. The Little White Bird) auf und wurde dann 1904 sehr erfolgreich im Bühnenstück Peter Pan, or The Boy Who Wouldn’t Grow Up („Peter Pan, oder der Junge, der nicht erwachsen werden wollte“ oder „nicht erwachsen wurde“, Premiere in London am 27. Dezember 1904), verwendet. 1906 wurde der Abschnitt von Little White Bird als eigenständiges Buch Peter Pan in Kensington Gardens veröffentlicht. Arthur Rackham hat diese Ausgabe illustriert. 1911 adaptierte Barrie den Stoff des Bühnenstücks für die Erzählung Peter and Wendy, die heute meist unter dem Titel Peter Pan publiziert wird.

## Hintergrund
Der Name des Charakters stammt aus zwei Quellen: Peter Llewelyn Davies, einer der fünf Söhne von Arthur Llewelyn Davies, die die Geschichte inspiriert haben, und Pan, eine Gottheit der griechischen Mythologie, die Panflöte für die Nymphen spielt und teils Mensch, teils Ziege ist. Dies wird in Barries Werken (insbesondere Peter Pan in Kensington Gardens) erwähnt, in denen Peter Pan den Feen Panflöte vorspielt und eine Ziege reitet. Der Gott Pan repräsentiert die Natur oder den natürlichen Zustand des Menschen im Gegensatz zur Zivilisation und den Auswirkungen der Erziehung auf das menschliche Verhalten. Peter Pan ist ein freier Geist, der zu jung ist, um von den Auswirkungen der Bildung belastet zu sein oder um die moralische Verantwortung eines Erwachsenen zu würdigen. Als „Zwischenmensch“, der fliegen und die Sprache der Feen und Vögel sprechen kann, ist Peter teils Tier, teils Mensch. Laut der Psychologin Rosalind Ridley wirft Barrie durch den Vergleich von Peters Verhalten mit Erwachsenen und anderen Tieren viele postdarwinistische Fragen nach den Ursprüngen der menschlichen Natur und des menschlichen Verhaltens auf. Als „Junge, der nicht erwachsen werden würde“, zeigt Peter viele Aspekte der Stadien der kognitiven Entwicklung bei Kindern und kann als Barries Erinnerung an sich selbst als Kind angesehen werden, die sowohl charmant kindlich als auch kindisch solipsistisch ist.

## Aussehen
Als Junge, der nie erwachsen wurde, wird Peter Pan gewöhnlich im Alter von 11 bis ca. 13 Jahren dargestellt. Dies hatte auch technische Gründe, da kleine Kinder den hohen Anforderungen an die Figur oft nicht gewachsen waren, was dazu führte, dass die Rolle auf der Bühne oft von jungen Frauen gespielt wurde. Im Roman beschreibt J. M. Barrie ihn als einen recht schmutzigen Jungen, dessen Körper ganz mit Reben und Blättern bedeckt ist und der noch alle seine Milchzähne hat. In den Verfilmungen trägt er oft einen grünen Anzug mit Anleihen an Robin Hood. Um seine Verbindung zu den Feen zu betonen, bekommt Peter in manchen Versionen auch spitze Ohren und feuerrote Haare.

## Handlung
Wendy und ihre jüngeren Brüder Michael und John leben mit ihren Eltern, Mr. und Mrs. Darling, dem Dienstmädchen Liza und ihrem „Kindermädchen“, einem Hund namens Nana, in London im Haus Nr. 14. Bei seinem ersten Besuch im Haus trifft Peter Pan auf die schlafende Mrs. Darling. Er fliegt durch das Fenster herein und weckt sie auf. Sie erschrickt und schreit, was Nana alarmiert, woraufhin Peter schließlich durch das Fenster flieht. Allerdings wurde dabei sein Schatten im Fenster eingeklemmt und abgerissen, den Mrs. Darling nun in einer Schublade verstaut.
An einem Freitagabend besuchen die Eltern eine Party. Der cholerische Vater bindet Nana im Hof an, weshalb sie nicht auf die Kinder aufpassen kann, die im Kinderzimmer schlafen. Peter Pan, der seinen Schatten wiederhaben will, fliegt wieder durch das Fenster herein, begleitet von der kleinen, geflügelten Fee Tinkerbell (im Deutschen auch Glöckchen oder Naseweis). Er findet seinen Schatten und versucht, ihn mit Seife wieder anzukleben, was nicht funktioniert. Daraufhin fängt er an zu weinen, womit er Wendy aufweckt. Nachdem sie ihm seinen Schatten wieder angenäht hat, erzählt er ihr von Nimmerland und den verlorenen Jungs. Er schmeichelt ihr und bittet sie, ihn nach Nimmerland zu begleiten, um ihm und seinen „Verlorenen Jungs“ Geschichten zu erzählen und für sie zu sorgen. Sie stimmt zu, bittet aber darum, dass ihre Brüder mitkommen dürfen. Peter Pan bestäubt sie alle mit Feenstaub, und sie fliegen los, vor den Augen ihrer schockierten Eltern, die inzwischen von Nana alarmiert worden sind, den Auszug der Kinder aber nicht verhindern können.
Einige Zeit später landen sie auf einer Insel, die sie bereits aus ihren Träumen und Spielen kennen. Nur, dass all die Gefahren hier real sind: Gleich bei ihrer Ankunft manövriert Peter die Gruppe in eine gefährliche Situation, woraufhin sie von Piraten angegriffen und beschossen werden.
Noch während des Fluges lockt die eifersüchtige Tinkerbell Wendy in einen Hinterhalt. Sie trennen sich vom Rest der Gruppe, und Tinkerbell ruft den „Verlorenen Jungs“ unten am Boden zu, Peter habe befohlen, dass sie Wendy erschießen sollen. Sie folgen dem vermeintlichen Befehl und stellen zu ihrem Entsetzen fest, dass sie vermutlich auf die neue Mutter geschossen haben, die Peter Pan ihnen bringen wollte. Glücklicherweise ist sie unverletzt, und so leben sie einige Wochen im unterirdischen Haus der „Verlorenen Jungs“, in dem auch Peter und Tinkerbell wohnen.
Wendy übernimmt die Mutterrolle, kocht, wäscht und unterrichtet die Kinder.
Eines Abends sitzen sie zusammen an der Meerjungfrauen-Lagune. Die Kinder schlafen, und Wendy vergisst über ihren Näharbeiten die Zeit. Piraten nähern sich ihnen, auf ihrem Boot befindet sich Tiger-Lily, das Oberhaupt der Indianer, die sie gefangen genommen haben. Sie wollen sie ertränken, aber Peter befreit sie durch eine List. Trotzdem geraten sie in einen Kampf mit den Piraten, der von einem Krokodil unterbrochen wird. Das Krokodil verfolgt Captain Hook, den Anführer der Piraten, schon seit es ihm die Hand abgebissen hat. Glücklicherweise hat es eine Uhr verschluckt, die tickt und schlägt, so dass man es bereits von weitem hören kann. Michael, John und die „Verlorenen Jungs“ retten sich auf ein Boot. Wendy und Peter bleiben zurück, weil Peter von Hook verletzt wurde. Wendy wird jedoch von einem Drachen, Peter vom Nimmervogel wieder nach Hause gebracht. Wegen Tiger-Lilys Rettung verbünden sich die Indianer mit Wendy, Peter und den „Verlorenen Jungs“ und beschützen sie fortan.
Wendy und ihre Brüder beginnen, Heimweh zu entwickeln, und beschließen, dass sie zurück nach Hause möchten. Gerade als sie aufbrechen wollen, werden sie von den Piraten angegriffen. Einige Indianer überleben den Kampf nicht. Wendy, ihre Brüder und die „Verlorenen Jungs“ werden von den Piraten verschleppt. Unterdessen versucht Captain Hook, Peter zu vergiften, was Tinkerbell jedoch verhindert. Peter schwört Rache. Captain Hook und die Piraten sind mit ihren Gefangenen auf ihrem Schiff JOLLY ROGER unterwegs. Nun sollen die Gefangenen sterben, indem sie über die Planke gehen. Peter nähert sich ihnen ungesehen und imitiert dabei das Ticken des Krokodils, wodurch er die Piraten verängstigt. Er schleicht sich auf das Schiff und tötet einige Piraten. Dann befreit er die Kinder, die sich gleich bewaffnen und den Rest der Crew, außer Captain Hook und zwei seiner Gefolgsleute, umbringen. Peter und Hook liefern sich einen erbitterten Schwertkampf. Schließlich fällt Hook über die Reling und wird von dem Krokodil gefressen.
Die beiden verbliebenen Piraten werden von den Indianern gefangen genommen, und Peter, Wendy, Michael, John und die „Verlorenen Jungs“ machen sich auf den Weg zurück nach London, wo Mr. Darling seither die Tage in Nanas Hundehütte verbracht hat, um für das Verschwinden seiner Kinder zu büßen (er lässt sich sogar in der Hundehütte per Taxi zur Arbeit fahren). Auf allen Seiten ist die Wiedersehensfreude groß. Peter und Tinkerbell fliegen zurück ins Nimmerland, während die „Verlorenen Jungs“ von Familie Darling adoptiert werden und von nun an ein normales Leben führen.

## Nimmerland
Das Nimmerland (Neverland) ist eine fiktive Insel und der Haupthandlungsort von Barries Geschichte, ein Ort, an dem Kinder niemals erwachsen werden. Hier wohnt auch der Held des Schauspiels, Peter Pan. Hier gibt es Elfen, Piraten, Indianer, Meerjungfrauen und auch Kinder. In Nimmerland muss man nur an etwas glauben, damit es passiert.
Ähnlich wie andere erfundene Inseln, z. B. Utopia von Thomas Morus oder Atlantis bei Platon, spiegeln die Ereignisse und Möglichkeiten auf dieser Insel die Ideen und das Programm ihres Erfinders in gleichnishafter Form wider. Nimmerland kann als Metapher für ewige Kindheit und Jugend, Unsterblichkeit, aber auch für Kindlichkeit, Kindischsein und Eskapismus gesehen werden.
In den ersten Entwürfen von Barries Stück wurde das Eiland „Peters Nimmer Nimmer Nimmer Land“ genannt, bei der ersten Aufführung wurde dies auf „Nimmer Nimmer Land“ verkürzt; in der veröffentlichten Version des Stücks war von „Das Nimmerland“ die Rede. Erst in der später publizierten Novelle Peter und Wendy wurde der Name der Insel in einem einzigen Wort geschrieben: „Nimmerland“. Bei heutigen Aufführungen des Stücks wird von manchen Regisseuren noch der Name „Nimmer Nimmer Land“ verwendet. Das Thema um Peter Pan, den Jungen, der niemals älter wird, und die Insel „Nimmerland“ wurde oftmals verfilmt.

## Aufführungen, Adaptionen, Weiterentwicklungen
Auf der Bühne wird die Rolle von Peter Pan meist mit jungen Darstellerinnen besetzt, wie 1984 im Theater des Westens in Berlin mit Ute Lemper.

### Theater
- Es existiert eine Bühnenfassung des Autors, die von Erich Kästner ins Deutsche übertragen wurde
- Es gibt zudem viele verschiedene Musicalinterpretationen von Peter Pan. Dazu gehören (Jahreszahlen beziehen sich auf die jeweilige Uraufführung):
  - 1924: Peter Pan von Jerome Kern
  - 1950: Peter Pan von Leonard Bernstein
  - 1954: Peter Pan von Jerome Robbins
  - 2010: Peter – Fliege deinen Traum, komponiert von Konstantin Wecker
  - 2013: Peter Pan (No. 45), Oper von Richard Ayres für Kinder ab 8 Jahren, Libretto: Lavinia Greenlaw. (Uraufführung: 19. Dezember 2013 – Oper Stuttgart)
  - 2012, 2014: Inspiriert durch den Film Wenn Träume fliegen lernen (über J. M. Barries Adoptivsöhne und die Entstehung des berühmten Theaterstückes) entstand das Musical Finding Neverland in mehreren Einzel-Produktionen: zuerst 2012 in Leicester, England, dann erneut und vollständig überarbeitet in den USA, diesmal produziert von Harvey Weinstein (er war auch ausführender Produzent des Films) mit einem Buch von James Graham und Musik der britischen Songwriter Gary Barlow OBE und Eliot Kennedy, uraufgeführt 2014 in Cambridge, von März 2015 bis Juli 2016 am Broadway in New York zu sehen und danach über mehrere Jahre auf US-Tournee.
  - 2015: Freilichttheater im Rahmen des Sommertheaters vom Chapeau Claque Theater in Bamberg. 25. Jubiläum des Kinder- und Jugendtheaters.
  - 2016: Peter Pan an der Bühne Baden bei Wien, Buch und Regie: Gernot Kranner, Musik: Pavel Singer
  - 2016: Peter Pan am Theater Wasserburg, Regie: Uwe Bertram, Musik: Nik Mayr[4]
  - 2019:  Peter Pan an der Wiener Volksoper, Ballett von Vesna Orlic, Musikkonzept: Gerald C. Stocker und Vesna Orlic, Musik: Erich Wolfgang Korngold, Max Steiner, Franz Waxman, Miklós Rózsa, Bernard Herrmann, Leroy Anderson, Isaac Albéniz, Guido Mancusi und Sebastian Brugner-Luiz
  - 2019:  Peter Pan mit Musik, Uraufführung auf der Freilichtbühne Hallenberg (Text: Bärbel Kandziora, Musik: Stefan Wurz)[5]
  - 2023: Im Musical Die Rückkehr von Peter Pan wird die Geschichte von Peter Pan in der heutigen Zeit weitererzählt. Die Musik stammt von Stephen Keeling, das Libretto von Shaun McKenna. Die Uraufführung des Musicals fand am 4. November 2023 im Theater Regensburg statt.[6]

### Film und Fernsehen
Peter Pan wurde mehrfach zu Zeichentrick- und Realfilmen adaptiert, darunter:
- 1924: Peter Pan (1924) – erstmalige Verfilmung des Stoffes durch Herbert Brenon
- 1953: Peter Pan (1953) (Zeichentrickfilm) – bekannteste Zeichentrickverfilmung (Disney)
- 1955: Peter Pan (1955) (Musical-Produktion) – erstes Broadway-Musical der Geschichte, das mit derselben Besetzung für das Fernsehen adaptiert wurde[7]
- 1960: Peter Pan (1960)
- 1962: Peter Pan (1962) – bisher einzige deutsche Fernsehverfilmung mit Fernando Möller in der Titelrolle und Helga Anders als Wendy
- 1976: Peter Pan (1976)
- 1988: Peter Pan (1988)
- 1989: Peter Pan (Anime) – japanische Zeichentrickserie (Anime) unter dem Titel Peter Pan no bouken, deren erste Staffel auf Barries Buch basiert
- 1990: Peter Pan und die Piraten – amerikanische Zeichentrickserie des Unternehmens Fox Broadcasting Company.
- 1991: Hook – eigentlich eine Fortsetzung zur bekannten Geschichte: befasst sich mit dem erwachsenen Peter Pan, hier gespielt von Robin Williams
- 2000: Peter Pan (2000)
- 2002: Peter Pan: Neue Abenteuer in Nimmerland (Zeichentrickfilm) – Fortsetzung des Disney Films von 1953
- 2003: Peter Pan (2003) – zielt auf eine werkgetreue Umsetzung des Buches mit Jeremy Sumpter als Peter Pan und Jason Isaacs als Captain Hook; abgesehen von einer russischen Produktion ist dies die erste Kinoversion mit einem Jungen in der Hauptrolle (zum Casting 13 Jahre alt).
- 2003: Neverland (2003) – mit Melany Bell, Gary Kelley, Ray Garcia, Wil Wheaton, Rick Sparks und anderen; Verlegung des Stoffes in die heutige Zeit[8]
- 2004: Wenn Träume fliegen lernen (Finding Neverland) – von Marc Forster, befasst sich mit einer fiktionalisierten Entstehungsgeschichte des Bühnenstücks; mit Johnny Depp als J. M. Barrie
- 2011: Neverland – Reise in das Land der Abenteuer (Miniserie) – u. a. mit Rhys Ifans, Anna Friel, Bob Hoskins und Charlie Rowe; befasst sich mit einer alternativen Vorgeschichte um Peter und James „Jimmy“ Hook
- In der zweiten und dritten Staffel der Fantasy-Serie Once Upon a Time – Es war einmal …, die verschiedene Märchen, Sagen und Mythen miteinander verbindet und in einer Parallelwelt ansiedelt, haben Peter Pan, Neverland, Hook und die Lost Boys eine größere Rolle, doch sind hier Pan und seine Lost Boys negative Charaktere, Hook ein ambivalenter Charakter.
- 2013: Peter Pan – Neue Abenteuer (computeranimierte Serie) – 52-teilige Serie des öffentlich-rechtlichen deutschen Kindersenders KiKA; basiert auf der Romanvorlage, wurde aber um neue Abenteuer ergänzt und an die heutige Zeit angepasst. So chattet Wendy am PC mit ihren Freundinnen und ist genervt, wenn ihre Brüder sie dabei stören. Die 3D-CGI-Animationsserie entstand in den Jahren von 2010 bis 2013 als französisch-indisch-deutsche Koproduktion.[9]
- 2014: Peter Pan Live!
- 2015: Pan (2015)
- 2015: Peter & Wendy[10]
- 2016: Die Welt der Winx – Netflix-Serie, in der die Protagonisten das Geheimnis um einen mysteriösen Talentedieb herausfinden müssen. Die Antagonistin der ersten Staffel ist Tinkerbell, die fernab von Peter Pan erwachsen wurde. Die „verlorenen Jungs“ sind Erdenkinder mit besonderen Talenten, die Tinkerbell – als Entschädigung für ihre jahrelange Einsamkeit – im Wald von Nimmerland gefangen hält.
- 2023: Peter Pan & Wendy – Realverfilmung von Peter Pan (1953)
- 2025: Peter Pan’s Neverland Nightmare – Slasher-Adaption

### Hörspiele (Auswahl)
- 2008: Peter Pan. Orchesterhörspiel – Produktion: NDR; Übersetzung: Bernd Wilms; Komposition: Henrik Albrecht; Bearbeitung (Wort) und Regie: Judith Lorentz.
  - Sprecher: Jens Wawrczeck (Peter Pan), Laura Maire (Wendy) und Jürg Löw (Hook)

- 2010: Peter Pan. Live aus dem ZKM in Karlsruhe – Produktion: HR/NDR/BR/Deutschlandradio/SWR/WDR.
  - Mitwirkende: wie oben

- 2018: Peter Pan. Komm mit nach Nimmerland (2 Teile) – Produktion: WDR; Bearbeitung (Wort): Karlheinz Koinegg; Komposition: Rainer Quade; Regie: Angeli Backhausen.
  - Sprecher: Andreas Fröhlich (Erzähler), Kilian Land (Peter Pan), Paula Fritz (Wendy), Jakob Roden (John), Michael Kessler (Hook) u. v. a.

### Literarische Adaptionen
1987 veröffentlichte der britische Schriftsteller und Literaturkritiker Gilbert Adair eine Fortsetzung unter dem Titel Peter Pan and the Only Children. Das Buch erschien deutsch unter dem Titel Peter Pan und die Einzelkinder in der Edition Phantasia. 2004 beschloss die Stiftung, die den Nachlass und die Rechte an Peter Pan verwaltet, einen Wettbewerb aus Anlass des 70. Todestages von Barrie auszuloben, um zu einer „offiziellen“ und würdigen weiteren Geschichte um Nimmerland und Peter Pan zu kommen. Über 200 Autoren bewarben sich, und die Kinderbuchautorin Geraldine McCaughrean machte das Rennen. Das Buch Peter Pan in Scarlet wurde am 5. Oktober 2006 in 31 Ländern gleichzeitig veröffentlicht, die Illustrationen stammen von Brian Froud (der u. a. für die künstlerische Ausstattung im Film Der dunkle Kristall verantwortlich war) und sollen sich an den Ursprungs-Zeichnungen von Arthur Rackham orientieren. In Deutschland erschien der Band unter dem Titel Peter Pan und der rote Pirat bei cbj (ISBN 3-570-13206-4).
1994 entwickelte Gail Bowen das Theaterstück The Tree, das auf dem Peter-Pan-Thema basierte und am Globe Theatre in Regina, Saskatchewan, uraufgeführt wurde.
Basierend auf der Idee eines nicht alternden Kindes namens Peter, das auf einer Insel mit „verlorenen Kindern“ lebt, veröffentlichte der US-amerikanische Autor Brom 2010 den Roman Der Kinderdieb, in dem die Hauptfigur einem im Fantasy- und Horror-Genre angesiedelten Handlungsrahmen folgt.

#### Comic-Adaptionen
Peter Pan ist eine Comic-Adaption des Stoffes von Régis Loisel, sie wurde im Jahr 1992 mit dem Max-und-Moritz-Preis ausgezeichnet. Die sechsbändige Serie erscheint im Ehapa-Verlag auf Deutsch.
In der französischen Comic-Serie La Légende du Changeling (Die Legende vom Changeling; deutsch im Piredda Verlag), die Ende des 19. Jhdts. spielt, lassen Autor Pierre Dubois und Zeichner Xavier Fourquemin ihren Protagonisten Scrubby im zweiten Band Le croque-mitaine (Der schwarze Mann) in eine Theatervorstellung von Peter Pan hineinstolpern. Der Junge, „der niemals erwachsen wurde“, erscheint hier als Parallelfigur Scrubbys.

### Peter Pan in der Musik
- 1969 brachte die schwedische Sängerin Anni-Frid Lyngstad eine Single mit dem Titel Peter Pan heraus, die von ihrem Verlobten Benny Andersson geschrieben und produziert worden war. Beide wurden später Mitglieder der Band ABBA.
- Jim Steinman sagte, dass alle seine Kompositionen von der Geschichte Peter Pans inspiriert seien. Meat Loaf ergänzte, dass Steinman plante, alle seine Lieder in einem großen Peter-Pan-Musical zu verarbeiten.
- 1978 veröffentlichte die britische Sängerin Kate Bush das Album Lionheart mit dem Lied In Search of Peter Pan. Auch das Titelstück des Albums enthält eine Anspielung auf Peter Pan.
- 1980 veröffentlichte der italienische Sänger Edoardo Bennato ein an Peter Pan angelehntes Konzeptalbum namens Sono solo canzonette.
- 1982 nahm die Schweizer Sängerin Paola mit Peter Pan, einer Komposition von Ralph Siegel, an der deutschen Vorentscheidung zum Eurovision Song Contest teil. Zusammen mit dem Mädchenchor „Trixies“ belegte sie Rang zwei hinter der späteren Siegerin Nicole, deren Lied Ein bißchen Frieden, ebenfalls von Ralph Siegel komponiert, den europäischen Song Contest gewann.
- 1988 kaufte der US-amerikanische Popstar Michael Jackson ein Anwesen, das er in Neverland-Ranch umbenannte.
- 1990 brachte die kanadische Thrash-Metal-Band Annihilator ein Album mit dem Titel Never, Neverland heraus.
- 1991 erschien Enter Sandman von Metallica mit der Anspielung Exit light. Enter night. Take my hand. We’re off to never never-land.
- 1999 interpretierte die deutsche Schlagerband Rendezvous ein Lied mit dem Titel Peter Pan.
- 2004 erschien auf dem Album Marbles der englischen Progressive-Rock-Band Marillion der Song Neverland.
- 2006 erschien auf dem Album A Twist in the Myth der deutschen Power- bzw. Symphonic-Metal-Band Blind Guardian der Song Fly, in dem Peter Pan einem Mädchen (vermutlich Wendy) das Fliegen beibringen und sie ins „Nimmerland“ führen will.
- 2010 veröffentlichte der iranischstämmige Deutschrapper Fard ein Lied namens Peter Pan, das seine Kindheit thematisiert.
- 2011 Der  Komponist Martin Bärenz bearbeitete den Stoff (Text und Musik) für Sprecher und Großes Orchester. Die Uraufführung war im Februar 2011 im Pfalzbautheater Ludwigshafen durch Malte Arkona (Sprecher) und die Deutsche Staatsphilharmonie Rheinland-Pfalz. Die Leitung hatte Jesko Sirvend.
- 2011 nahm die finnische Symphonic-Metal-Band Nightwish mit dem Titel Storytime Bezug auf Peter Pan.
- 2012 veröffentlichte die Band All Time Low ihre Single Somewhere in Neverland.
- 2015 erschien das Lied Lost Boy von Ruth B
- 2015 veröffentlichten mehrere britische und US-amerikanische Musiker das gemeinsame Konzeptalbum Finding Neverland mit Liedern aus dem gleichnamigen Musical und produziert von dessen Komponisten Eliot Kennedy und Gary Barlow.
- 2020 veröffentlichte Taylor Swift das Lied Cardigan, welches mehrere Anspielungen auf die Geschichte Peter Pans enthält.
- 2023: Peter Pan von Julian Sommer und Mia Julia
- 2023: Lost Indieboy von Antje Schomaker

## Interpretation

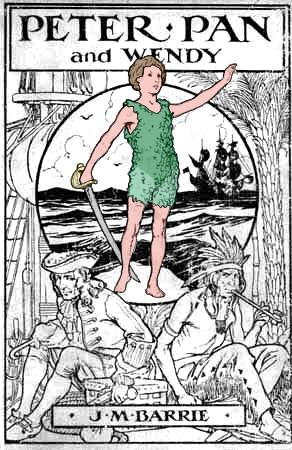
Peter Pan und Wendy,
Umschlag von 1915

Peter Pan verkörpert die Unschuld und Sorglosigkeit der Kindheit, die Lust an imaginären und oft gewalttätigen Abenteuern ohne Sorge oder Verständnis für echte Gefahren und echtes Leid. Während alle anderen Kinder diese Erfahrungswelt (verkörpert durch das Nimmerland) irgendwann verlassen und erwachsen werden, wird Peter Pan nicht erwachsen und verändert sich nie.
Das Ende der Romanfassung zeigt dabei deutlich eine Zwiespältigkeit: Peter kann seine Kindlichkeit nur dadurch bewahren, nur dadurch unverändert bleiben, dass er alles Andere, Veränderliche schon bald vergisst, auch wenn es ihm einmal sehr wichtig war. Als er nach einem Jahr Wendy erneut begegnet, erinnert er sich nicht mehr an Captain Hook und nicht einmal an Tinkerbell, die inzwischen, wie der Leser erfährt, wahrscheinlich gestorben ist. Auch Wendy vergisst er bald, und als er schließlich doch wieder zurückkehrt, ist Wendy erwachsen und hat selbst eine Tochter, die ihren Platz als Peters „Mutter“ einnimmt.
Auch wenn sich Themen wie „Indianer“ und „Piraten“ einer bestimmten Epoche zuordnen lassen, ist Peter Pan ein relativ zeitloser Roman, der Kinder aus aller Welt miteinander vereint. Peters egoistische Verhaltensweisen und „Abenteuer“ sind ebenfalls typische Verhaltensmuster von Kindern – das Geschlecht spielt dabei keine Rolle. Peter wird auch weiterhin Kinder nach Nimmerland entführen, denn, um es mit den Worten des Erzählers auszudrücken: „Alle Kinder verlassen eines Tages ihr Nimmerland, kommen nach Hause und werden erwachsen. Nur ein Kind nicht.“
Eine andere Interpretationsmöglichkeit:
Die verlorenen Jungs werden nicht erwachsen, da sie im Kindesalter gestorben sind. Sie sind in den „Kinderhimmel“ (= Neverland) gekommen, und Peter Pan wird als Engel gedeutet, der die Kinder ins Neverland abholt, nachdem sie gestorben sind.

### Peter Pan in der Psychoanalyse
Peter Pan ist auch eine Allegorie für Infantilität, für die Weigerung, erwachsen und reif zu werden. Er befindet sich stattdessen in einer eigentümlichen, unwirklichen und schwebenden Leichtigkeit. Diese Übergangsproblematik von Kindheit zu Jugend ist deshalb auch Thema in der Psychoanalyse, v. a. in der Kinder- und Jugend-Psychotherapie. Dieses Phänomen ist auch bekannt als Peter-Pan-Syndrom, so benannt von dem Psychotherapeuten Dan Kiley.

„Peter Pan ist das Kind, das niemals erwachsen wird und auf einer fiktiven Insel, Neverland, lebt. An diesem Ort bleiben die Kinder Kinder, die Insel steht für ewige Kindheit und Unsterblichkeit. Das Voranschreiten der Zeit wird verleugnet, ebenso wenig gibt es Sexualität. Vordergründig führt dies zu einem paradiesischen Zustand völliger Freiheit… Die verleugneten Triebwünsche und verlorenen Objekte kehren jedoch in bizarrer Form zurück: Captain Hook erscheint als Zerrbild des phallischen Vaters… Parallel dazu ist das Krokodil das Zerrbild einer verschlingenden Mutter…“

## Copyright und Anspruch auf Lizenzgebühren
Alle Rechte an den Büchern, Filmen und Theaterstücken vermachte der Schöpfer von Peter Pan dem Great Ormond Street Hospital for Children, einem Londoner Kinderkrankenhaus.
Laut einem englischen Gesetz (Section 301, Copyright, Designs and Patents Act 1988), müssen auch nach Ablauf des Urheberrechts Lizenzgebühren zu Gunsten des Great Ormond Street Hospital for Children bezahlt werden, sofern keine anderweitige Vereinbarung mit dem Lizenzgebührenanspruchinhaber besteht.